# Dindori (huyện)
Huyện Dindori là một huyện thuộc bang Madhya Pradesh, Ấn Độ. Thủ phủ huyện Dindori đóng ở Dindori. Huyện Dindori có diện tích 7427 ki lô mét vuông. Đến thời điểm năm 2001, huyện Dindori có dân số 579312 người.